# TIS-620
TIS-620, acronimo di Thai Industrial Standard, è una codifica di caratteri creata per la lingua thailandese. È stata sviluppata dal Ministero dell'Industria ed è lo standard ufficiale in uso in Thailandia.
Una prima versione dello standard è stato rilasciato nel 1986 con il nome di TIS 620-2529 (l'anno 2529 del calendario tailandese corrisponde al 1986 del calendario gregoriano). Una nuova versione, denominata TIS 620-2533, è stata pubblicata nel 1990 e la versione precedente è stata dichiarata obsoleta.
È molto simile alla codifica ISO/IEC 8859-11, che si differenzia solo per uno spazio unificatore nella posizione 0xA0, la quale non è invece assegnata ad alcun carattere nella TIS-620.

## Struttura
Si tratta di una codifica a singolo byte strutturata come estensione dell'ASCII, con cui mantiene piena compatibilità.
| 0x-- | -0     | -1 | -2 | -3 | -4 | -5 | -6 | -7 | -8 | -9 | -A | -B | -C | -D | -E | -F |
| ---- | ------ | -- | -- | -- | -- | -- | -- | -- | -- | -- | -- | -- | -- | -- | -- | -- |
| 0-   |        |    |    |    |    |    |    |    |    |    |    |    |    |    |    |    |
| 1-   |        |    |    |    |    |    |    |    |    |    |    |    |    |    |    |    |
| 2-   | spazio | !  | "  | #  | $  | %  | &  | '  | (  | )  | *  | +  | ,  | -  | .  | /  |
| 3-   | 0      | 1  | 2  | 3  | 4  | 5  | 6  | 7  | 8  | 9  | :  | ;  | <  | =  | >  | ?  |
| 4-   | @      | A  | B  | C  | D  | E  | F  | G  | H  | I  | J  | K  | L  | M  | N  | O  |
| 5-   | P      | Q  | R  | S  | T  | U  | V  | W  | X  | Y  | Z  | [  | \  | ]  | ^  | _  |
| 6-   | `      | a  | b  | c  | d  | e  | f  | g  | h  | i  | j  | k  | l  | m  | n  | o  |
| 7-   | p      | q  | r  | s  | t  | u  | v  | w  | x  | y  | z  | {  | \| | }  | ~  |    |
| 8-   |        |    |    |    |    |    |    |    |    |    |    |    |    |    |    |    |
| 9-   |        |    |    |    |    |    |    |    |    |    |    |    |    |    |    |    |
| A-   |        | ก  | ข  | ฃ  | ค  | ฅ  | ฆ  | ง  | จ  | ฉ  | ช  | ซ  | ฌ  | ญ  | ฎ  | ฏ  |
| B-   | ฐ      | ฑ  | ฒ  | ณ  | ด  | ต  | ถ  | ท  | ธ  | น  | บ  | ป  | ผ  | ฝ  | พ  | ฟ  |
| C-   | ภ      | ม  | ย  | ร  | ฤ  | ล  | ฦ  | ว  | ศ  | ษ  | ส  | ห  | ฬ  | อ  | ฮ  | ฯ  |
| D-   | ะ      | ั   | า  | ำ  | ิ   | ี   | ึ   | ื   | ุ   | ู   | ฺ   |    |    |    |    | ฿  |
| E-   | เ      | แ  | โ  | ใ  | ไ  | ๅ  | ๆ  | ็   | ่   | ้   | ๊   | ๋   | ์   | ํ   | ๎   | ๏  |
| F-   | ๐      | ๑  | ๒  | ๓  | ๔  | ๕  | ๖  | ๗  | ๘  | ๙  | ๚  | ๛  |    |    |    |    |
|      | -0     | -1 | -2 | -3 | -4 | -5 | -6 | -7 | -8 | -9 | -A | -B | -C | -D | -E | -F |